# منجم الملح
منجم الملح منطقة أثرية تاريخية تقع بالقرب من العقير شرق المملكة العربية السعودية. تعود فترة استيطان الموقع إلى العصر الهيلينستي.

## الوصف
على سطح موقع منجم الملح الأثري الذي يبعد زهاء 25 كم إلى شمال غربي العقير توجد آثار جدران مباني ترتفع عن السطح بمقدار (30 - 10 سم)٬ إذ تمكنت البعثة الدنماركية عام 1388 هـ الموافق 1968م من تعيين بعض المنشآت البنائية في الموقع وتأريخها إلى العصر الهلينستي٬ ومنها: مبنى مربع الشكل له سور واقي٬ ويعلوه آخر طيني٬ يبلغ طول الجانب الواحد منه 50 متر. وحفرت البعثة خندقًا في المكان الذي أُطلق عليه اسم حصن السبخة أو حصن البر الداخلي٬ وتبين أنه حصن مشيد من أحجار منحوتة ضخمة بلغ قياس بعديه نحو 52×49م٬ وعثر في الخندق على عدد من الكسر الفخارية التي يمكن مقارنتها بأنواع الفخار المعروف في ثاج والبحرين من العصر الهلينستي٬ إضافة إلى آثار جدران لمنشآت معمارية أخرى تقع إلى الشرق وإلى الجنوب الشرقي من الحصن٬ أما الجنوب الغربي منه فتوجد به مجموعة من المقابر الركامية المسيجة.